# جوناس جيريبكو
جوناس جيريبكو (بالسويدية: Jonas Jerebko)‏ مواليد 2 مارس 1987، هو لاعب كرة سلة سويدي يلعب مع فريق بوسطن سيلتكس في الرابطة الوطنية لكرة السلة ويحمل الرقم 8. يبلغ طوله 6 قدم 10 بوصة (2.1 م).

## فرق لعب لها
- ديترويت بيستونز
- بوسطن سيلتكس

## روابط خارجية
- جوناس جيريبكو على موقع الاتحاد الدولي لكرة السلة (الإنجليزية)
- جوناس جيريبكو على موقع إن بي أي (الإنجليزية)
- جوناس جيريبكو على موقع سبورتس رفرنس (الإنجليزية)
- جوناس جيريبكو على موقع كرة السلة الأوروبية.كوم (الإنجليزية)
- جوناس جيريبكو على موقع إي إس بي إن.كوم (الإنجليزية)
- جوناس جيريبكو على موقع ريلجم (الإنجليزية)
- جوناس جيريبكو على موقع بروبوليرز (الإنجليزية)
- جوناس جيريبكو على موقع سبورتس رفرنس (الإنجليزية)